# Kaitlin Keough
Kaitlin Keough (* 1. Januar 1992 als Kaitlin Antonneau in Racine) ist eine ehemalige US-amerikanische Cyclocrossfahrerin.

## Sportlicher Werdegang
Unter ihrem Geburtsnamen war Kaitlin Antonneau 2010 U23-Siegerin bei den Landesmeisterschaften. In der Elite erreichte sie fünfmal das Podium der US-Meisterschaften, konnte sich jedoch nie gegen Katherine Compton durchsetzen. Während ihrer Karriere erzielte sie 13 Siege in Rennen des UCI-Kalenders, allesamt in den Vereinigten Staaten, wobei sie 2017 den US Cup Cyclocross gewann. Auch international gehörte sie in den 2010er Jahren zur Spitze und war von 2013 bis 2019 fünfmal unter den besten Zehn der Cyclocross-Weltmeisterschaften, obgleich sie mit Depressionen zu kämpfen hatte.
Neben ihrer Karriere im Cyclocross fuhr Antonneau in der Sommersaison Straßenrennen, hauptsächlich in den USA, wobei sie 2016 eine Etappe des Cascade Cycling Classic gewann.
2017 heiratete Antonneau den Rennfahrer Luke Keough und trat fortan unter dessen Nachnamen an. Im Herbst 2018 erzielte sie ihren ersten und einzigen Sieg im UCI-Cyclocross-Weltcup beim Rennen von Iowa City. Während der Saison 2019/2020 hatte sie Formtief, von dem sie sich letztlich nicht wieder erholte. 2021 beendete sie nach dem Weltcuprennen von Fayetteville spontan ihre Karriere.

## Erfolge

### Cyclocross
2009/2010
 US-Meisterin (U23)
2015/2016
 Panamerika-Meisterschaften
2017/2018
 Panamerika-Meisterschaften
2018/2019
 Panamerika-Meisterschaften
Weltcup – Iowa City

### Straße
2016
eine Etappe Cascade Cycling Classic